# Фридрих Карл фон Щолценберг
Фридрих Карл фон Щолценберг (на немски: Friedrich Karl von Stolzenberg; * 15 януари 1782; † 3 януари 1845) е фрайхер на Щолценберг и масон, основава рода на „Фрайхерен фон Щолтценберг“.
Той е незаконен син на маркграф Фридрих Хайнрих фон Бранденбург-Швет (1709 – 1788), от династията Хоенцолерн, и втората му съпруга, метресата му артистката Мария Магдалена Краман (1763 – 1838), направена „фрайфрау фон Щолценберг“. По-малък полубрат е на Фридерика Шарлота фон Бранденбург-Швет (1745 – 1808), последната княжеска абатиса на Херфорд (1764 – 1802), и на Луиза фон Бранденбург-Швет (1750 – 1811), омъжена 1767 г. за братовчед си княз Леополд III фон Анхалт-Десау (1740 – 1817).
Баща му го признава, но той няма право да наследи трона.

## Фамилия
Фридрих Карл фон Щолценберг се жени на 15 март 1811 г. за Тереза Дуфур (* 4 февруари 1786; † 25 юни 1869, Нойвид). Те имат един син:
- Максимилиан фон Щолценберг (* 2 януари 1813; † 21 юни 1865, Паланца, Лаго Маджоре), фрайхер на Щолценберг, женен на 14 май 1839 г. за Фридерика фон Езбек (* 14 септември 1817; † 7 август 1866); имат два сина и три дъщери